# Стабилен изотоп
Стабилни изотопи са изотопите на химични елементи, които не са радиоактивни (не се разпадат спонтанно). Броят на стабилните изотопи е 254, като те принадлежат на 80 елемента. Сред тях за 90 е теоретично невъзможно да претърпят някакъв разпад, освен протонен, а за останалите 164 това е теоретично възможно, но никога не са наблюдавани признаци на разпад. Броят на стабилните изотопи на отделен елемент варира от 1 (при 26 елемента) до 10 (при калая).